# Робер, Жозеф
Жозеф Робер (фр. Joseph Robert) — французский парфюмер, основатель династии парфюмеров, к которой принадлежат Анри и Ги Роберы.

## Биография
Жил в Грасе.
Работал в парфюмерном бизнесе братьев Массиньон, потом был техническим директором дома Chiris. Усовершенствовал процесс получения абсолютов с использованием летучих растворителей.
Жозеф Робер дал первые уроки парфюмерии Франсуа Коти в 1903 году.. Коти получил знания о природном сырье и синтетических продуктах, применяемых в парфюмерии, изучил производственные операции по дистилляции и экстракции ароматических эссенций и освоил первичные навыки составления композиций с целью создания коммерчески успешных ароматов: духов, одеколонов, туалетной воды и другого. Позднее, с основанием собственного крупного парфюмерного производства в 1909 году под Парижем, где он построил фабрику «Cité des parfums», Франсуа Коти установил тесные деловые связи с Домом Chiris, который стал поставщиком ароматических ингридиентов.

## Семья
- сын Анри (1889—1987) — французский парфюмер[3]
  - внук Ги (Гай) (1926—2002, племянник Анри) — французский парфюмер, бывший президент Французского общества парфюмеров[4][5]
    - правнук Франсуа Робер — французский парфюмер[6][7]